# پنسفورد
پنسفورد (به انگلیسی: Pensford) یک روستا در بریتانیا است که در Publow with Pensford واقع شده‌است.